# Aufzug Place de la Constitution-Pétrusse-Tal
Die im Planung befindliche Aufzugsanlage Place de la Constitution ↔ Pétrusse-Tal soll eine Verbindung zwischen dem in Luxemburg-Oberstadt gelegenen Place de la Constitution mit dem Gëlle-Fra-Obelisken und dem Tal der Petrusse schaffen.
Nach ihrer Fertigstellung wird der Aufzug einen Höhenunterschied von 45 m überwinden und als ÖPNV-Verkehrsmittel kostenlos zur Verfügung stehen. Teil eines Baumaßnahmenpakets, dass sich bereits seit dem 22. Juli 2019 in Umsetzung befindet.
Der erste Preis zu einem im Oktober 2019 durchgeführten Wettbewerbs ging an das Team Latz + Partner mit Christian Bauer Associés, INCA und Maria Luisa Guerrieri Gonzaga.